# افغانستان در المپیک تابستانی ۲۰۰۸
افغانستان در بازی‌های المپیک تابستانی ۲۰۰۸ که در شهر بجینگ چین برگزار می‌شد شرکت کرد. تیم افغانستان متشکل از سه مرد و یک زن بود. در ابتدا محبوبه احدیار برای مسابقات دوی ۸۰۰ متر و ۱۵۰۰ متر در اردوی افغانستان حضور داشت اما از اردوی افغانستان در ۴ ژوئن خارج شد و از کشور نروژ درخواست پناهندگی سیاسی داد. افغانستان در این مسابقات با دو نماینده در رشته دو میدانی و دو نماینده در تکواندو در این مسابقات حضور داشت. در این مسابقات روح‌الله نیکپا توانست مدال برنز تکواندو در وزن ۵۸ کیلوگرم را کسب کند.

## مدال آوران
| مدال | نام            | ورزش    | رویداد           |
| ---- | -------------- | ------- | ---------------- |
| برنز | روح الله نیکپا | تکواندو | مردان ۵۸ کیلوگرم |

## دو و میدانی
رقابت‌های دو و میدانی وقایع می‌تواند واجد شرایط برای دور بعدی رقابت‌ها در دو روش. مقدماتی با حق درگیر رتبه‌بندی بالا به اندازه کافی در خود گرما و مقدماتی با نتیجه به معنای رتبه‌بندی بالا به اندازه کافی در رده‌بندی کلی. صفوف نشان داده شده است بنابراین کسانی که در درون هر یک از گرما و نه در رده‌بندی کلی.
کلید
- توجه داشته باشید–رتبه داده شده برای پیگیری حوادث درون ورزشکار گرما تنها
- Q = واجد شرایط برای دور بعدی
- q = واجد شرایط برای دور بعدی به عنوان سریع‌ترین بازنده و یادر زمینه حوادث با موقعیت بدون دستیابی به این هدف مقدماتی
- NR = رکورد ملی
- N/A = دور قابل اجرا نیست برای این رویداد
- خداحافظ = ورزشکار نیاز به رقابت در دور

مردان
| ورزشکار     | رویداد  | نتیجه | نتیجه | چهارم     | چهارم     | نیمه نهایی | نیمه نهایی | نهایی     | نهایی     |
| ورزشکار     | رویداد  | نتیجه | رتبه  | نتیجه     | رتبه      | نتیجه      | رتبه       | نتیجه     | رتبه      |
| ----------- | ------- | ----- | ----- | --------- | --------- | ---------- | ---------- | --------- | --------- |
| مسعود عزیزی | 100 متر | ۱۱٫۴۵ | ۸     | صعود نکرد | صعود نکرد | صعود نکرد  | صعود نکرد  | صعود نکرد | صعود نکرد |

زنان
| ورزشکار         | رویداد  | نتیجه | نتیجه | چهارم     | چهارم     | نیمه نهایی | نیمه نهایی | نهایی     | نهایی     |
| ورزشکار         | رویداد  | نتیجه | رتبه  | نتیجه     | رتبه      | نتیجه      | رتبه       | نتیجه     | رتبه      |
| --------------- | ------- | ----- | ----- | --------- | --------- | ---------- | ---------- | --------- | --------- |
| روبینا مقیم یار | 100 متر | ۱۴٫۸۰ | ۸     | صعود نکرد | صعود نکرد | صعود نکرد  | صعود نکرد  | صعود نکرد | صعود نکرد |

## تکواندو
| ورزشکار         | رویداد            | دور یک شانزدهم          | یک چهارم          | نیمه نهایی   | شانس دوم            | مدال برنز           | فینال        | فینال                   |
| ورزشکار         | رویداد            | نتیجه مسابقه            | نتیجه مسابقه      | نتیجه مسابقه | نتیجه مسابقه        | نتیجه مسابقه        | نتیجه مسابقه | رتبه                    |
| --------------- | ----------------- | ----------------------- | ----------------- | ------------ | ------------------- | ------------------- | ------------ | ----------------------- |
| روح‌الله نیکپا   | مردان -۵۸ کیلوگرم | تونکات (GER) · W 4–3    | پرز (MEX) · L 1–2 | صعود نکرد    | هاروی (GBR) · W 2–1 | راموس (ESP) · W 4–1 | صعود نکرد    | 3rd, bronze medalist(s) |
| نثار احمد بهاوی | مردان -۶۸ ک. گ    | مارک لوپز (USA) · L 0–3 | صعود نکرد         | صعود نکرد    | مانز (GER) · L 3–4  | صعود نکرد           | صعود نکرد    | صعود نکرد               |